# Lupinus pubescens
Lupinus pubescens är en ärtväxtart som beskrevs av George Bentham. Lupinus pubescens ingår i släktet lupiner, och familjen ärtväxter. IUCN kategoriserar arten globalt som livskraftig. Inga underarter finns listade i Catalogue of Life.

## Bildgalleri

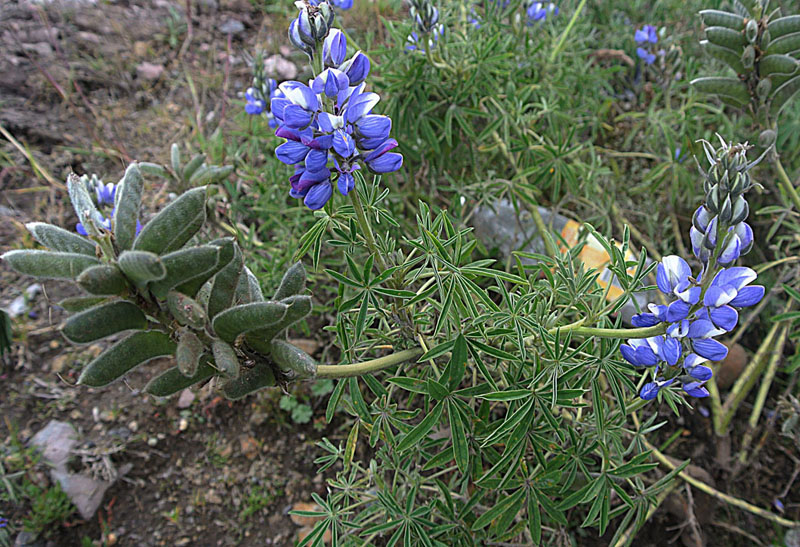